# کیشینئو-کری
شهر کیشینئو-کری (به رومانیایی: Chişineu-Criş) در شهرستان ارد در کشور رومانی واقع شده‌است. جمعیت این شهر ۸٬۷۲۴ نفر  است.